# Бірказан
Бірказа́н (каз. Бірқазан) — село у складі Кизилорджинської міської адміністрації Кизилординської області Казахстану. Входить до складу Белкольської селищної адміністрації.
У радянські часи село називалось Берказань.
Населення — 239 осіб (2021; 215 у 2009, 336 у 1999, 350 у 1989).